# KEIRINグランプリ
KEIRINグランプリ（ケイリングランプリ）は、毎年12月30日に開催される競輪のGP競走（レース）である。ただし1989年は労使交渉の決裂から開催中止となり、1990年はテレビ中継の関係で12月29日に開催した。

## 概要
このレースは通常のトーナメント方式ではなく、一定の条件により選ばれた9人のS級選手による1レースのみの一発勝負である。
現在は優勝賞金が1億円超であること、2001年に競輪のグレード制が導入されてからはGIよりも格の高いグレードとして『GP』が用意されるなど、競輪における最上位のレースと位置付けられており、その年の競輪界の「真の実力日本一決定戦」とも認識されることもある。
2007年までは、各種公営競技を代表する年末のビッグレース（中山大障害・有馬記念・東京大賞典・賞金王決定戦競走・スーパースター王座決定戦・KEIRINグランプリ）の中でも最後に行われてきたことから、その年の「ギャンブル総決算」、あるいは「公営競技界最後の大一番」の意味合いを持つレースとして位置付けられてきた。2008年以降はオートレースの「スーパースター王座決定戦」が、2014年以降はボートレースの賞金女王決定戦競走が、それぞれ大晦日に行われるようになったため、こうした「総決算」や「大一番」の座をそちらに譲ることになったが、競輪においては、グランプリがその年の開催場のシリーズ最終日の最終レースに行なわれるため、「グランプリファイナル」とも言われている。
2019年に東京大賞典に売り上げを抜かれたが、2018年までは中央競馬を除く各種公営競技のレースとしては1レースあたりで最大の売り上げを持つ競走であった。
現在は、毎年（2022年以降）12月28日から12月30日までの3日間が「グランプリシリーズ」と題して寺内大吉記念杯競輪がアンダーカードとして行われており、各日最終11レースが「グランプリ」レースとなっている（初日である12月28日がヤンググランプリ、2日目である12月29日がオッズパーク杯ガールズグランプリ、最終日である12月30日がKEIRINグランプリ）。なお1990-2004年は、立川競輪場に於いては年末最終回は阿佐田哲也杯が行われていたため、グランプリは一部年度を除き、最終3日目の同杯決勝レースに続いて行われた。

### レース
2825m（400mバンク7周）で行われる。競輪は400mバンクの競輪場においてはA級戦 ・L級戦では1625m、S級戦では2025m、GIの決勝でも2425m（競輪場により微差あり）で行われるため、競輪における全レース中で最も競走距離が長いレースとなっている。なお、グランプリ自体は固定開催ではないため400m以外のバンクを持つ競輪場での開催の可能性もあるが、過去の開催場は全て400mバンクで開催されたため、一貫して2825mでの開催が続いている。

### 賞金
1着（優勝）賞金は、いずれも副賞込みで、第1回（1985年）が1000万円であったが、以後少しずつ増額され第13回（1997年）から7000万円となり、第20回（2004年）からはKEIRINグランプリに先駆けて1億円とした競艇の賞金王決定戦競走に合わせて1億円 に増額された。第30回（2014年）ではさらに170万円増額されて1億170万円となったが、第31回（2015年）から第34回（2018年）では10万円減額されて1億160万円となっていた。ただ、第35回（2019年）は本賞金が9840万円に増額されたため1億340万円となり1億円を超えた。第37回（2021年）からは更に増額され、本賞金のみで初めて1億円を突破し1億830万円となった（本賞金だけでもボートレースの賞金王決定戦の優勝賞金を上回った）。第38回（2022年）以降も毎年増額されており、第40回（2024年）では本賞金のみで1億3300万円（副賞込みでは1億4000万円）となった。下位賞金も高く、最下位9着でも4日制GIIIの優勝より高額である。完走しなければ賞金は支払われないため、激しい落車でも再乗してゴールを目指す選手が多い。
優勝賞金1億円（米ドルではレートにもよるが100万ドル前後）はボートレースの賞金王決定戦競走と共に1レースの優勝額としては世界最高額としてギネス世界記録に認定されている。
近年の各着順における賞金額は、以下の通り。（　）内は副賞（1着に授与）を含んだ金額。単位は万円。
| 大会（年）       | 1着            | 2着  | 3着  | 4着  | 5着 | 6着 | 7着 | 8着 | 9着 |
| ---------------- | -------------- | ---- | ---- | ---- | --- | --- | --- | --- | --- |
| 第38回（2022年） | 11880（12380） | 2520 | 1530 | 1030 | 854 | 742 | 705 | 679 | 654 |
| 第39回（2023年） | 13000（13700） | 2770 | 1680 | 1133 | 939 | 816 | 776 | 747 | 719 |
| 第40回（2024年） | 13300（14000） | 2810 | 1720 | 1178 | 977 | 910 | 880 | 861 | 850 |

### 開催場
開催場は固定ではなく、各競輪場による持ち回りである。
競輪では「1競輪場で、同一年度で開催できる4日間（以上）制のグレードレースは一つ（1節）のみ」という規定がある。だが、グランプリ自体は単発の企画レースであり別格の扱いであること、またグランプリシリーズは3日間制かつ格付けはFIということもあり、同年度中にグランプリとは別で、GIやGII（特別競輪）、GIII（主に記念競輪）の開催も可能となっている。ただ、グランプリ自体がビッグレースであり、現状でもグランプリ1レースだけで50億円ほど、グランプリシリーズ3日間の総売上は4日間制GIの総売上（概ね90億円台）をも上回る100億円超の売上があることから、グランプリを開催する競輪場では、他の競輪場に配慮して同年度内はGIIIは開催するがGIやGIIは開催しないことが暗黙の了解となっている。
特に、グランプリ開催当日は1万人以上もの大量の観客が訪れることから、競輪場のキャパシティと開催ノウハウの関係もあり、2002年までは立川競輪場での開催を基本としつつ、立川競輪場で日本選手権競輪（GI）が開催される年のみ、平塚競輪場にて開催されるパターンが続いた。ただ、2003年に京王閣競輪場で初めて開催されてからは、京王閣 → 立川 → 平塚の順で3場を3年周期とするローテーションにて開催されるようになった。
このような経緯から、グランプリの開催実績のある競輪場は首都圏にある（競輪の区分でいう）関東（立川、京王閣）ないし南関東（平塚）の競輪場のみの開催に限られていたが、2014年には関東・南関東の3場以外では初となる岸和田競輪場（大阪府岸和田市。近畿）にて開催され、さらに2018年では地方都市では初となる静岡競輪場（静岡県静岡市。南関東）でも開催された。また、2026年ではいわき平競輪場（福島県いわき市。北日本）でも開催されることになった。
2003年以降は原則として、京王閣 → 立川 → 平塚の順で3年周期のローテーションにて開催が行われているが、2014年は岸和田で開催されたため2017年は平塚にて6年ぶりに開催されたほか、2022年と2023年は従来とは順番が入れ替わり平塚（2年ぶり） → 立川（4年ぶり）の順で開催されるなど、変則的なローテーションとなることもある。さらに、2018年は従来の京王閣に代わり静岡で開催されたが成功を収めたこともあり2021年、2024年も同じく静岡で開催されたため、京王閣での開催は2015年を最後に行われていない。
ちなみに、岸和田競輪場での開催が決定する前にも関東以外での開催が検討されたこともあり、過去にKEIRINグランプリ'88は甲子園競輪場（兵庫県西宮市／近畿）で開催することが一度は決定したものの、警備面など諸問題がクリアできず甲子園の方から開催返上の申し出があり、立川が代替開催を引き受けたことから結局は従来通り立川で開催された。

### 出場資格
その年のグランプリ開催日においてS級に所属し、かつその年のGIで優勝した選手および獲得賞金額上位の9選手に出場資格が与えられる。ただ例外的に、当年における世界選手権自転車競技大会やオリンピックの自転車競技（トラックレース）個人種目成績優秀者（メダリスト）にも出場資格が与えられることがある（詳細は後述）。
なお、選考期間である当年1月から10月までの10か月間で、出走が40走に満たない場合は選考から除外されるが、ナショナルチームとしての活動（競技）に重点を置いている場合は特例として除外されないことになっている。また、「あっせん停止 」に処された者は選考から除外される慣例がある（過去には井上茂徳・内林久徳などが除外された）が、
直近4か月間の累積違反点数が120点以上の者に対して処せられる『あっせんをしない処置』でのあっせん停止処置については、それが12月に掛かる場合は1月にずらすなど配慮されることもある。
KEIRINグランプリ2017からは、新たに以下に該当する者を選考から除外することになった。
- 選考期間内のGI・GIIで失格を3回以上した者
- 選考期間内の全レースで11条失格（暴走・過度けん制など）・58条失格（誘導員早期追抜）を犯した者（但し内容を精査の上で決定）

このほか、賞金獲得者上位者の次点1名が補欠選手として決められており、出場予定選手が不祥事や怪我・病気に伴うあっせん・出場停止または出場辞退すると、代わりに補欠選手が繰り上がり出場することになる。なお、あっせん停止または出場辞退した選手はS級S班から陥落する。

### 出場特典
- 優勝者は、翌年のKEIRINグランプリ直前までの1年間、出場するすべてのレースで1番枠に固定される特典が与えられる（第18回より制定）。
- 出場者全員が翌年のKEIRINグランプリ直前までS級S班在籍となり、また翌年の全GIレースにおいても優先出走資格が与えられる（第23回より制定）。
- 「グランプリチャンピオンユニフォーム」（優勝者）「グランプリユニフォーム」（優勝者以外）を、翌年の朝日新聞社杯競輪祭まで着用することができる。グランプリチャンピオンユニフォームのデザインは毎年変わる。また、S班である証として、翌年のグランプリ直前まで赤色のレーサーパンツを穿くことになっている。

### レース名
設立当時のレース名は「KEIRINグランプリ'nn」（nnに開催西暦年の下2桁）であったが、2000年には「KEIRINグランプリ2000」というレース名で開催、2001年から2009年までは「KEIRINグランプリnn」（やはり開催西暦年の下2桁。1999年以前と異なり年を表す数の前に'（アポストロフィー）が入らない）、2010年以降はそのまま西暦4桁を入れた「KEIRINグランプリnnnn」というレース名で呼称されている。
- 西暦年の読み方は、2000年までは日本語（例「KEIRINグランプリ99」=きゅうじゅうきゅう）であったが、2001年から2009年までは2008年を除いて英語（例「KEIRINグランプリ09」=ゼロナイン）に変更されていた。2008年は「KEIRINグランプリ08」（ぜろはち）と日本語である。2010年から2019年まではそのまま日本語で「KEIRINグランプリ2010」=「にせんじゅう」、「KEIRINグランプリ2019」=「にせんじゅうきゅう」などとしていた。2020年以降は20・nnと区切っており、「KEIRINグランプリ2020」=「にーぜろにーぜろ」、「KEIRINグランプリ2021」=「にーぜろにーいち」、「KEIRINグランプリ2022」=「にーぜろにーにー」としている。

### 車番
車番の決定方法については、選考順位順に1番車から与えられるガールズグランプリとは異なり統一したルールはなく、毎回各施行者が独自に各出場選手の力関係などを考慮して決定している。ただ、この車番発表も一つのイベントであるため、2016年は公開抽選により車番決定を行ったほか、いずれも静岡競輪場での開催であった2018年は前夜祭（後述）で、2021年と2024年は共同記者会見で、それぞれ出場選手紹介時に選手自らが希望する車番を選択する方式を採用したり（選考順位1位の選手から順に、希望の車番を選択）、2020年は開催地である平塚競輪場での12月上旬の本場開催においてガールズグランプリ、ヤンググランプリとともに開催3日間で毎日後半のレースの合間に車番を順に一人ずつ発表したりと、年次により特色が見られることもある。

### 前夜祭
毎年12月の平日夜、関係者や応募抽選で当選したファンを招待し、都内のホテルで開催。会場は年次により変わるが、近年では2017年・2018年・2020年・2022年・2024年はグランドニッコー東京 台場で、2016年・2019年・2023年は京王プラザホテルで、それぞれ開催された。
前夜祭では、KEIRINグランプリに出場する9名と、ガールズグランプリに出場する7名が出席する。男子はオーダーメイドスーツあるいはタキシードで、女子は各人が選定したドレスないし和服、またはスーツで、それぞれ出席するのが恒例となっている。立食・バイキング形式のパーティーで、ゲストを招いてのレース展開予想やファンとの記念撮影、プレゼント抽選会などが行われる。また、前夜祭の直前には、会場のホテルでマスコミ関係者向けの共同記者会見も併せて行われる。
2020年から2022年の3年間はCOVID-19の影響を考慮し、ファンの招待は取り止めて関係者のみの出席とし、選手はリモート出演とした。また、前夜祭の前に行われた共同記者会見も同様の形式で行われた。なお、2021年は前夜祭も取り止めて12月21日に前年同様の方式で共同記者会見のみ行った。2022年は12月20日に前夜祭も含めて行ったが、前年同様の方式で行った。2023年は12月19日に、4年ぶりにファンを招待しコロナ前と同様の形式で実施された。
生中継も行われており、2017年まではSPEEDチャンネルで中継されていたが、2019年と2020年はネット中継のみとなっていた（同年はKドリームス、2020年はABEMA 競輪・オートレースチャンネル、2022年は平塚競輪のYouTubeチャンネル）。2022年は5年ぶりにSPEEDチャンネルでも共同記者会見のみ生中継された。2023年以降は同チャンネルで前夜祭も含め生中継されている。

## 歴史
1981年に事実上史上初めて競輪の売り上げが対前年比割れとなり、その後も4年連続して対前年比割れが続いたことを踏まえ、売り上げ減少防止のためのカンフル剤の意味で1985年に当時5番目の特別競輪として全日本選抜競輪を創設、同年8月に開催を行った。だが全日本選抜競輪の売り上げは芳しくなく、1985年度の上半期（4月 - 9月）の売り上げ状況からみて5年連続の売り上げ減少は避けて通れない情勢となっていた。そこで当時の監督省である通商産業省の車両課長だった西川禎一が、「中央競馬の有馬記念に匹敵するグランプリレースを競輪でも行えないものか?」と発案したのが当レースであった。
しかしながら、最初から1レースのみの一発勝負で決するレースという形にしようとは考えていなかった。当時は特別競輪ならば6日間、記念競輪ならば3日間のトーナメント戦形式だった事を踏まえ、東日本の競輪場と西日本の競輪場で各々1レースずつ予選を行い、そこから勝ち上がった選手を再度頂上決戦というべきレースに出場させるという案がまずは浮上した。
だが、有馬記念は1レースのみで王者を決するものであり、またそうした方が盛り上がるのではないかという案が通産省内でも多勢を占めることになったため、同年10月頃、集客が多く見込める首都圏の競輪場で1回限りの開催という形で大筋の話はまとまった。しかし急な決定につき開催地に手を上げる競輪場がなかなか現れなかったため、通産省は多くの観客を収容できるスタンドを持つ立川競輪場に開催地のターゲットを絞って交渉を重ねた結果、立川競輪場を主催する立川市と合意に達したことから同年の競輪祭終了後、同年の特別競輪優勝者5人、同世界自転車選手権優勝者1人、競走得点上位者3人の計9人により同年12月30日、立川競輪場にて予選なしの一発勝負の形式によるKEIRINグランプリを開催するというプレスリリースを行ったことで、ようやく当レースの全貌が明らかになった。
しかしながら急な決定ということも重なり、場外発売を引き受ける競輪場はほとんどなく、せいぜい10場程度しかなかった（とりわけ、中部以西の競輪場はほとんど引き受けるところがなかった）。また、地上波テレビ中継についても開催直前まで難航し、なんとか当時特別競輪決勝戦の中継を担当していたテレビ東京に引き受けてもらうことで決着した。
そして主催者の立川市および日本競輪選手会も盛り上がりを懸念し、公営競技としては当時初めてグランプリに出場する9選手がレース当日、立川競輪場の正門前に集まってファンをお出迎えするというサービスを行うことになった。だがそうした懸念は杞憂となり、立川競輪場は39019人のファンで埋め尽くされ、加えて売り上げも当時としては当レースだけでも画期的とも言える10億円を超えた。
さらにグランプリの売り上げが功を奏し、1985年の競輪の売り上げは5年ぶりに前年対比増に転じ、以後1991年まで対前年比増を続けることになる。
当レースの創設は他の公営競技にも影響を与え、競艇では1986年から賞金王決定戦競走が、またオートレースは1987年からスーパースター王座決定戦という、それぞれの競技の年間チャンピオン決定戦を誕生している。
KEIRINグランプリ07以降は、GP出場9選手はS級S班としてレース本番に臨むこととなった。
第36回（2020年）はCOVID-19流行と感染拡大を防止する観点から入場は事前申込制とした上で、神奈川県在住かつ2,000名に制限した上の開催となった。このため第1回の1985年から続いていたGP当日の入場者数1万人超えは、2019年限りで途切れる事になった。翌年の第37回も前年同様に入場は事前申込制とした上で静岡本場の入場を5,000名に制限した上の開催となった。
2022年の第38回は3年ぶりに事前抽選は行わないが、平塚本場の入場者数が先着20,000人を超えた場合は入場制限を実施する事になっていたが、実施しなかった。

## 出場選手選抜方法
KEIRINグランプリの出場選手（通称：グランプリレーサー）は、以下の優先順位に従って正選手9人・補欠1人が選抜される。
- 選考期間…当年1月〜競輪祭最終日、選考…競輪祭終了直後、最低出走回数…40出走（当年1月〜10月までの10か月間。但し例外規程あり[注 24]）

1.GI競走優勝者
現在は以下の6大会があてはまる。（ ）内は決勝戦が行われる月。
読売新聞社杯全日本選抜競輪（2月）
日本選手権競輪（5月）
高松宮記念杯競輪（6月）
オールスター競輪（8月）
寬仁親王牌・世界選手権記念トーナメント（10月）
朝日新聞社杯競輪祭（11月）
2.選考委員会が特に認めた選手
これは、競輪祭開催以前に決定する。なお、以前は『当年に夏季オリンピックが開催された場合は、その夏季オリンピックにおけるトラックレース競技個人種目メダリスト』（2021年開催の東京五輪まで）ないし『当年の世界選手権自転車競技大会トラックレース競技個人種目優勝者など選考委員から特別に認められた選手』とされていた。
2020年と2022年は『選考委が特に認めた選手』。2023年（当初は『選考委が特に認めた選手』）と2025年は『世界選手権自転車競技大会ケイリン金メダル獲得者』に限定。2024年は『パリオリンピック自転車競技ケイリン金メダル獲得者』に限定。
過去には以下が該当した。
中野浩一（1985年・1986年 世界選手権プロ・スプリント優勝）
俵信之（1987年 世界選手権プロ・スプリント優勝）
本田晴美（1987年 世界選手権ケイリン優勝）
十文字貴信（1996年アトランタオリンピック 自転車競技1,000mタイムトライアル銅メダル）
永井清史（2008年北京オリンピック 自転車競技ケイリン銅メダル）
3.残余は賞金獲得額上位者を順次選抜する
同額の場合は、当年1月〜10月までの10か月間における平均競走得点上位者を優先
なお、補欠選手は正選手を除く賞金獲得額上位者からさらに順次選抜される。
ただし、グランプリ開催当日の時点でS級に在籍していることが条件であり、グランプリ当日の時点（当年の下期）でA級に降格されている場合や、引退・怪我・病気に伴い出場を辞退した選手、選手選考期間内のGI・GIIを対象として失格を3回以上犯した選手はグランプリ出場資格を失う。また、競技規則第11条または第58条により失格した選手については、選考委員会での精査次第でグランプリ出場資格を失う場合がある。

## 過去の開催場・優勝者・優勝賞金・入場者・売上額
第39回（2023年）までで計28人が優勝している。
- 開催日は、12月30日（第6回のみ12月29日）‡
- 車番の色は、開催日時点でのユニフォームに準拠（ -2001年 / 2002年 - ）
- 出場は、開催日時点での通算出場回数（*は初出場）
- 優勝者の年齢・所属は、開催日時点
  - 年齢の太字は、過去最年少および最年長
- 優勝賞金は、副賞込みの金額（単位：万円）
- 入場者数は、開催日当日の本場のみ（単位：人）
  - 優勝賞金[7]・入場者数・売上額の太字は、いずれも過去最高

| 回 | 年      | 曜 | 開催 場 | 車 番 | 優勝者     | 出 場 | 年 齢 | 所 属 | 優勝 賞金 | 入場 者数 | 売上額 （万円） |
| -- | ------- | -- | ------- | ----- | ---------- | ----- | ----- | ----- | --------- | --------- | --------------- |
| 01 | 1985年  | 月 | 立川    | 1     | 中野浩一   | *     | 30    | 福岡  | 01,000    | 39,019    | 12億0577        |
| 02 | 1986年  | 火 | 立川    | 2     | 井上茂徳   | 2     | 28    | 佐賀  | 01,500    | 40,371    | 28億4953        |
| 03 | 1987年  | 水 | 平塚    | 1     | 滝澤正光   | 3     | 27    | 千葉  | 01,700    | 37,782    | 40億6653        |
| 04 | 1988年  | 金 | 立川    | 7     | 井上茂徳   | 3     | 30    | 佐賀  | 01,700    | 38,480    | 57億7382        |
| 05 | 1989年  | 土 | 立川    | -     | ※中止      | -     | -     | -     | -         | -         | -               |
| 06 | 1990年‡ | 土 | 立川    | 1     | 坂本勉     | 2     | 28    | 青森  | 02,500    | 36,483    | 58億5734        |
| 07 | 1991年  | 月 | 立川    | 7     | 鈴木誠     | 2     | 26    | 千葉  | 03,000    | 42,528    | 66億4564        |
| 08 | 1992年  | 水 | 平塚    | 2     | 吉岡稔真   | *     | 22    | 福岡  | 03,220    | 37,300    | 79億3756        |
| 09 | 1993年  | 木 | 立川    | 7     | 滝澤正光   | 8     | 33    | 千葉  | 03,560    | 38,588    | 82億6129        |
| 10 | 1994年  | 金 | 立川    | 5     | 井上茂徳   | 8     | 36    | 佐賀  | 03,560    | 35,768    | 90億1217        |
| 11 | 1995年  | 土 | 立川    | 1     | 吉岡稔真   | 4     | 25    | 福岡  | 05,060    | 40,621    | 81億6077        |
| 12 | 1996年  | 月 | 立川    | 7     | 小橋正義   | 4     | 29    | 岡山  | 06,000    | 39,793    | 106億4770       |
| 13 | 1997年  | 火 | 立川    | 7     | 山田裕仁   | 3     | 29    | 岐阜  | 07,000    | 35,065    | 98億9259        |
| 14 | 1998年  | 水 | 立川    | 8     | 山口幸二   | *     | 30    | 岐阜  | 07,000    | 38,071    | 98億0189        |
| 15 | 1999年  | 木 | 立川    | 9     | 太田真一   | *     | 24    | 埼玉  | 07,000    | 35,531    | 91億3783        |
| 16 | 2000年  | 土 | 立川    | 9     | 児玉広志   | 6     | 31    | 香川  | 07,000    | 34,358    | 85億6746        |
| 17 | 2001年  | 日 | 平塚    | 5     | 伏見俊昭   | *     | 25    | 福島  | 07,000    | 34,173    | 82億9995        |
| 18 | 2002年  | 月 | 立川    | 9     | 山田裕仁   | 7     | 34    | 岐阜  | 07,000    | 35,030    | 73億9456        |
| 19 | 2003年  | 火 | 京王閣  | 6     | 山田裕仁   | 8     | 35    | 岐阜  | 07,000    | 25,333    | 70億0269        |
| 20 | 2004年  | 木 | 立川    | 9     | 小野俊之   | 3     | 28    | 大分  | 10,000    | 29,014    | 64億8339        |
| 21 | 2005年  | 金 | 平塚    | 4     | 加藤慎平   | *     | 27    | 岐阜  | 10,000    | 20,619    | 66億1921        |
| 22 | 2006年  | 土 | 京王閣  | 5     | 有坂直樹   | *     | 37    | 秋田  | 10,000    | 25,294    | 63億0478        |
| 23 | 2007年  | 日 | 立川    | 3     | 伏見俊昭   | 5     | 31    | 福島  | 10,000    | 20,201    | 63億8341        |
| 24 | 2008年  | 火 | 平塚    | 7     | 井上昌己   | 2     | 29    | 長崎  | 10,000    | 20,154    | 57億1300        |
| 25 | 2009年  | 水 | 京王閣  | 9     | 海老根恵太 | *     | 32    | 千葉  | 10,000    | 19,819    | 52億9775        |
| 26 | 2010年  | 木 | 立川    | 7     | 村上博幸   | *     | 31    | 京都  | 10,000    | 15,909    | 49億0674        |
| 27 | 2011年  | 金 | 平塚    | 2     | 山口幸二   | 3     | 43    | 岐阜  | 10,000    | 18,496    | 51億4546        |
| 28 | 2012年  | 日 | 京王閣  | 4     | 村上義弘   | 6     | 38    | 京都  | 10,000    | 15,642    | 50億7515        |
| 29 | 2013年  | 月 | 立川    | 3     | 金子貴志   | *     | 38    | 愛知  | 10,000    | 16,682    | 55億0942        |
| 30 | 2014年  | 火 | 岸和田  | 2     | 武田豊樹   | 6     | 40    | 茨城  | 10,170    | 11,911    | 54億6018        |
| 31 | 2015年  | 水 | 京王閣  | 6     | 浅井康太   | 5     | 31    | 三重  | 10,160    | 17,764    | 52億4240        |
| 32 | 2016年  | 金 | 立川    | 3     | 村上義弘   | 10    | 42    | 京都  | 10,160    | 15,370    | 48億6384        |
| 33 | 2017年  | 土 | 平塚    | 9     | 浅井康太   | 7     | 33    | 三重  | 10,160    | 16,742    | 50億6186        |
| 34 | 2018年  | 日 | 静岡    | 1     | 三谷竜生   | 2     | 31    | 奈良  | 10,160    | 22,110    | 52億0674        |
| 35 | 2019年  | 月 | 立川    | 4     | 佐藤慎太郎 | 5     | 43    | 福島  | 10,340    | 12,157    | 52億1579        |
| 36 | 2020年  | 水 | 平塚    | 4     | 和田健太郎 | *     | 39    | 千葉  | 10,340    | 1,566     | 56億7148        |
| 37 | 2021年  | 木 | 静岡    | 4     | 古性優作   | *     | 30    | 大阪  | 10,830    | 4,734     | 62億4182        |
| 38 | 2022年  | 金 | 平塚    | 9     | 脇本雄太   | 4     | 33    | 福井  | 12,380    | 11,663    | 62億4560        |
| 39 | 2023年  | 土 | 立川    | 3     | 松浦悠士   | 5     | 33    | 広島  | 13,700    | 15,985    | 63億1139        |
| 40 | 2024年  | 月 | 静岡    | 1     | 古性優作   | 4     | 33    | 大阪  | 14,000    | 19,064    | 64億3148        |

各回のエピソードについては、各項目を参照のこと。

## 今後の開催予定
- 第41回（KEIRINグランプリ2025） - 2025年12月30日 - 平塚競輪場（3年ぶり10度目）
- 第42回（KEIRINグランプリ2026） - 2026年12月30日 - いわき平競輪場（初開催）

## 開催場における特色

### 共通
近年の発走時刻は概ね16:30に設定されているが、特に関東地方ではこの時期の日没が発走時刻とほぼ重なるため、広義の薄暮競走で行われ、なおかつそれぞれに照明設備があるため、実質「ナイター競走」と同等である（立川競輪場と岸和田競輪場では現在ナイター開催は行っていないが、岸和田では2014年の開催後の2022年よりミッドナイト競輪の開催は行っている）。特に表彰式の時間（17時ごろ）では日没しているため、表彰式は照明に照らされて行われている。なお、2003年以降は現在に至るまで、3年周期で京王閣競輪場 → 立川競輪場 → 平塚競輪場の順で開催されているが、2014年は平塚に代わり岸和田競輪場で、2018年は京王閣に代わり静岡競輪場で、それぞれ開催された。そのため、平塚は2017年の開催が6年ぶりの開催であった。また、開催された競輪場は全て400mバンクであり、競走は第1回から全て7周・2825mにて行われている。2020年は従来のローテーション通り平塚にて3年ぶりに開催されたが、2021年は同年に京王閣にて日本選手権が開催されたため、静岡にて3年ぶり2回目の開催がなされた。2023年は平塚で日本選手権が開催されたため、ローテーションを入れ替え2022年は平塚にて、2023年は立川にて、それぞれ開催された。2026年も平塚で日本選手権が開催されるため、初めていわき平で開催される。

### 立川競輪場
1985年の第1回を開催したKEIRINグランプリ発祥の地であり、通算20回開催。第1回の開催において4万弱の来場者を集めたほどの集客力があることから、最もグランプリの開催地というイメージが強い。過去はほぼ毎回立川での開催であったため、立川にて他の特別競輪が開催される年のみ京王閣または平塚での開催が行われていたが、近年はその原則が崩れている。なお、立川で開催される年のグランプリのポスターには、毎回立川競輪場のシンボルマークとして使われている白頭鷲が描かれている。

### 京王閣競輪場
2003年からKEIRINグランプリの開催場に加わり、通算5回開催。集客力は立川に並ぶ程であり、比較的新しい観戦スタンドのチケット人気は高い。2009年の開催からは、平塚と同じように表彰式の一般開放を行っている（但し、バンク内にファンが出向く平塚とは異なり、フェンスそばのスタンドに設営した特設表彰台に優勝選手が出向く形とした）。なお、3場のローテーションで順番では当たるはずであった2018年は静岡に開催を譲り、また同様に当たるはずであった2021年は日本選手権を開催したため（同年も静岡で開催）、2015年の開催以降は途絶えている。

### 平塚競輪場
1987年からKEIRINグランプリを開催しており、通算8回開催。都心から離れていることから集客力では劣るが、イベントなどの開催で盛り上げを図っており、2005年の開催からは以下のセレモニーが実施されている。
- 表彰式の一般開放（2005年 - 2017年）
レース終了後、バンクとスタンドを隔てるフェンスを取り払ってバンクを一般開放して表彰式を行い、ファンは表彰台手前まで近づいて優勝者を祝福できるようにした。優勝者によるシャンパンファイトも行われている。
2020年以降はコロナ対策もありバンクの開放は行っていないが、電動カートに優勝者を乗せ、場所によってはフェンスギリギリまで近づくなどしてバンク内のウイニングランを行っている。
- レース終了後、選手との懇親会を実施（2005年 - 2011年）
グランプリ当日、特別観覧席入場者の中から抽選で選ばれた数十人程度をレース終了後の懇親会（立食式のパーティ）に招待した。当選者は表彰式終了後、選手宿舎内の食堂にて1時間程度、グランプリ出場選手との懇親会を楽しんだ（なお2005年の場合、実際に出席したのは加藤慎平、小嶋敬二、後閑信一のみ）。

### 岸和田競輪場
2014年にKEIRINグランプリを開催しており、通算1回開催。同年は首都圏以外で初の開催となったため、1年間に渡りグランプリのキャンペーンを展開していた。イメージアーティストに長渕剛を、イメージソングに長渕の「走る」をそれぞれ起用。長渕もグランプリシリーズ初日（12月28日）に来場し、開会式で「走る」をバンク内で披露した。なお、岸和田は高松宮記念杯競輪が持ち回り開催となって以降同大会を積極的に誘致していることもあり、グランプリ開催は1回のみに留まっている。

### 静岡競輪場
2018年・2021年・2024年の通算3回開催。2018年は史上初めて首都圏・近畿圏以外での開催となったが10年ぶりに2万人以上もの観客を集め、2024年も2万人弱の観客を集めたほど集客力が高い競輪場である。実施された3度の開催ではいずれも、選考順位順に出場選手自らが希望する車番を選択する方式が取られている。表彰式は、2018年・2024年は東スタンド（4コーナー）真下の特設ステージにて実施されたが、2021年はCOVID-19の対策としてバンク内にて行われた。

### いわき平競輪場
2026年にKEIRINグランプリを初開催することになった。史上初めて東北での開催となる。

## 実況中継
テレビ（地上波）
- 2007年（KEIRINグランプリ07）までテレビ東京系列と一部の地方局で放送されていた[注 36]が、2008年（KEIRINグランプリ08）からは日本テレビ系列に移行している。同年から2012年[注 37]（KEIRINグランプリ2012）には日本テレビ製作・キー局とした日本テレビ系列向けの全国中継、および日テレ製作協力（実質裏送り）して、BS日テレと千葉テレビ（立川・京王閣開催時）、テレビ神奈川（平塚開催時）をキーとしておよび独立UHF局系列向けのものの2種類の中継が放送されていた（一部地域除く）。なお、GIの決勝戦中継でのレース解説は常に中野浩一が務めている（ガールズケイリンのGIでは例外あり）が、グランプリに関しては中野はNHKのBSで担当しているため、毎年担当が異なる。

- 日テレ系の中継はレースの展望や事前情報よりも、出場選手の密着取材ドキュメンタリーに比重が置かれている。2011年 - 2013年は『ブラマヨ自転車部 賞金1億円なんてどうかしてるぜ!』、2014年以降は『坂上忍の勝たせてあげたいTV』のタイトルで事前番組[注 38]も放送されている。

- 一方、独立県域局のものはスタンダードなレース展望・情報が主である。なお、テレビ東京が中継を担当していた時は、事前レースである阿佐田哲也杯まで、千葉テレビ（立川・京王閣開催時）、テレビ神奈川（平塚開催時）制作で放送していた[52]。

- 2014年（KEIRINグランプリ2014）と2016年（KEIRINグランプリ2016）からは、いずれも「オッズパーク杯ガールズグランプリ」を同年・2017年に東京メトロポリタンテレビジョン（TOKYO MX）が菊地亜美の女子力向上委員会スペシャルとして東京ローカルで中継・2022年以降に日本テレビが『人力最速女王決定戦! ガールズグランプリ』として関東ローカルで中継した以外は、KEIRINグランプリのみの地上波中継になっている。

テレビ（BS）
- 1997年（KEIRINグランプリ'97）よりNHK・衛星第1テレビジョン → BS1 →NHK BSにて生中継されている[注 39]。2006年（KEIRINグランプリ06）までは衛星ハイビジョンでも中継されていた。NHKで中継される唯一の競輪のレースである（さらに言えば中央競馬以外の公営競技で唯一放送されているレースでもある）。こちらは日テレ系の中継とは異なり、レースの展望や注目選手への事前インタビュー、オッズの紹介が行われている。上記の通り、レース解説は中野浩一が担当。

- なお、BS日テレでの中継では、「オッズパーク杯ガールズグランプリ」[注 40]も生中継する年もある。2015年までは「ヤンググランプリ」と最終日の寺内大吉記念杯競輪決勝戦も生中継していたが、2016年から2021年は取り止めとなっていた。2022年以降は再び「ヤンググランプリ」と「ガールズグランプリ」で中継を実施している[54]。

テレビ（CS）
- SPEEDチャンネルのほか、立川競輪場で開催の場合は2010年（KEIRINグランプリ2010）までEXエンタテイメント 、2013年（KEIRINグランプリ2013）のみ寄席チャンネル、2016年のみたちかわ・西武園競輪チャンネルでも放送されていた。

ラジオ
- 中波放送においては、2019年までRFラジオ日本が実況中継を担当し、主なJRN系列局（2019年は4局ネット。東海・近畿地区はKBS京都やラジオ関西などの独立局）にネットしていた（過去には1994年から2009年までTBSラジオがキーステーションとなり『エキサイトKEIRIN』として朝日放送ラジオなどでも放送されていた）。2020年以降は放送されていない。

- 短波放送においては、1985年から2001年までラジオたんぱ第2（現・ラジオNIKKEI第2）にて放送されていた。2002年以降は放送されていなかったが、2022年は21年ぶりにラジオNIKKEI第2にて放送された[注 41][55]。2023年以降も同様に放送されている。中継を再開していなかった2020年以降は事前番組として『競輪も好きだ!』を放送している（両方オッズパーク協賛）。

## 2009年大会までの全出場者・全着順
- 一番左の出場回数は、2009年大会までの計（KEIRINグランプリ'89は中止）
- r＝途中棄権（落車棄権等）、X＝失格
- 太字のうち、村上義弘・武田豊樹・佐藤慎太郎の3名は、のちに優勝
- H＝平塚、K＝京王閣、無記入＝立川

|    |            |     |     | H   |   |     |   |     |     | H   |     |     |     |     |     |     |   |   | H   |     | K   |     | H   | K   |     | H   | K      |        |
|    |            | 8 5 | 8 6 | 8 7 | 8 | 8 9 |   | 9 0 | 9 1 | 9 2 | 9 3 | 9 4 | 9 5 | 9 6 | 9 7 | 9 8 | 9 | 0 | 0 1 | 0 2 | 0 3 | 0 4 | 0 5 | 0 6 | 0 7 | 0 8 | 0 9    |        |
| -- | ---------- | --- | --- | --- | - | --- | - | --- | --- | --- | --- | --- | --- | --- | --- | --- | - | - | --- | --- | --- | --- | --- | --- | --- | --- | ------ | ------ |
| 5  | 中野浩一   | 1   | 3   | 2   | 5 | *   |   | 2   | ‾   | ‾   | ‾   | ‾   | ‾   | ‾   | ‾   | ‾   | ‾ | ‾ | ‾   | ‾   | ‾   | ‾   | ‾   | ‾   | ‾   | ‾   | ‾      | 中野浩 |
| 9  | 井上茂徳   | 2   | 1   | ‾   | 1 | *   | 6 | 5   | 2   | 4   | 1   | 3   | ‾   | ‾   | ‾   | ‾   | ‾ | ‾ | ‾   | ‾   | ‾   | ‾   | ‾   | ‾   | ‾   | ‾   | 井上茂 |        |
| 6  | 佐々木昭彦 | 3   | 8   | 4   | 4 | *   | 8 | 6   | ‾   | ‾   | ‾   | ‾   | ‾   | ‾   | ‾   | ‾   | ‾ | ‾ | ‾   | ‾   | ‾   | ‾   | ‾   | ‾   | ‾   | ‾   | 佐々木 |        |
| 1  | 尾崎雅彦   | 4   | ‾   | ‾   | ‾ |     | ‾ | ‾   | ‾   | ‾   | ‾   | ‾   | ‾   | ‾   | ‾   | ‾   | ‾ | ‾ | ‾   | ‾   | ‾   | ‾   | ‾   | ‾   | ‾   | ‾   | 尾崎雅 |        |
| 2  | 伊藤豊明   | 5   | 7   | ‾   | ‾ |     | ‾ | ‾   | ‾   | ‾   | ‾   | ‾   | ‾   | ‾   | ‾   | ‾   | ‾ | ‾ | ‾   | ‾   | ‾   | ‾   | ‾   | ‾   | ‾   | ‾   | 伊藤豊 |        |
| 5  | 山口健治   | 6   | 4   | 3   | 2 |     | 7 | ‾   | ‾   | ‾   | ‾   | ‾   | ‾   | ‾   | ‾   | ‾   | ‾ | ‾ | ‾   | ‾   | ‾   | ‾   | ‾   | ‾   | ‾   | ‾   | 山口健 |        |
| 1  | 高橋健二   | 7   | ‾   | ‾   | ‾ |     | ‾ | ‾   | ‾   | ‾   | ‾   | ‾   | ‾   | ‾   | ‾   | ‾   | ‾ | ‾ | ‾   | ‾   | ‾   | ‾   | ‾   | ‾   | ‾   | ‾   | 高橋健 |        |
| 10 | 滝澤正光   | 8   | 6   | 1   | 3 | *   | 5 | 2   | 6   | 1   | 2   | 8   | ‾   | ‾   | ‾   | ‾   | ‾ | ‾ | ‾   | ‾   | ‾   | ‾   | ‾   | ‾   | ‾   | ‾   | 滝澤正 |        |
| 3  | 清嶋彰一   | 9   | 2   | 8   | ‾ |     | ‾ | ‾   | ‾   | ‾   | ‾   | ‾   | ‾   | ‾   | ‾   | ‾   | ‾ | ‾ | ‾   | ‾   | ‾   | ‾   | ‾   | ‾   | ‾   | ‾   | 清嶋彰 |        |
| 1  | 菅田順和   | ‾   | 5   | ‾   | ‾ |     | ‾ | ‾   | ‾   | ‾   | ‾   | ‾   | ‾   | ‾   | ‾   | ‾   | ‾ | ‾ | ‾   | ‾   | ‾   | ‾   | ‾   | ‾   | ‾   | ‾   | 菅田順 |        |
| 4  | 本田晴美   | ‾   | 9   | 6   | 9 |     | ‾ | ‾   | ‾   | ‾   | ‾   | ‾   | ‾   | ‾   | 6   | ‾   | ‾ | ‾ | ‾   | ‾   | ‾   | ‾   | ‾   | ‾   | ‾   | ‾   | 本田晴 |        |
| 2  | 馬場進     | ‾   | ‾   | X   | 8 |     | ‾ | ‾   | ‾   | ‾   | ‾   | ‾   | ‾   | ‾   | ‾   | ‾   | ‾ | ‾ | ‾   | ‾   | ‾   | ‾   | ‾   | ‾   | ‾   | ‾   | 馬場進 |        |
| 4  | 俵信之     | ‾   | ‾   | 7   | ‾ |     | 9 | 7   | ‾   | 8   | ‾   | ‾   | ‾   | ‾   | ‾   | ‾   | ‾ | ‾ | ‾   | ‾   | ‾   | ‾   | ‾   | ‾   | ‾   | ‾   | 俵信之 |        |
| 1  | 小門洋一   | ‾   | ‾   | 5   | ‾ |     | ‾ | ‾   | ‾   | ‾   | ‾   | ‾   | ‾   | ‾   | ‾   | ‾   | ‾ | ‾ | ‾   | ‾   | ‾   | ‾   | ‾   | ‾   | ‾   | ‾   | 小門洋 |        |
| 3  | 坂本勉     | ‾   | ‾   | ‾   | 7 | *   | 1 | 4   | ‾   | ‾   | ‾   | ‾   | ‾   | ‾   | ‾   | ‾   | ‾ | ‾ | ‾   | ‾   | ‾   | ‾   | ‾   | ‾   | ‾   | ‾   | 坂本勉 |        |
| 1  | 佐古雅俊   | ‾   | ‾   | ‾   | 6 |     | ‾ | ‾   | ‾   | ‾   | ‾   | ‾   | ‾   | ‾   | ‾   | ‾   | ‾ | ‾ | ‾   | ‾   | ‾   | ‾   | ‾   | ‾   | ‾   | ‾   | 佐古雅 |        |
| 0  | 郡山久二   | ‾   | ‾   | ‾   | ‾ | *   | ‾ | ‾   | ‾   | ‾   | ‾   | ‾   | ‾   | ‾   | ‾   | ‾   | ‾ | ‾ | ‾   | ‾   | ‾   | ‾   | ‾   | ‾   | ‾   | ‾   | 郡山久 |        |
| 0  | 小川博美   | ‾   | ‾   | ‾   | ‾ | *   | ‾ | ‾   | ‾   | ‾   | ‾   | ‾   | ‾   | ‾   | ‾   | ‾   | ‾ | ‾ | ‾   | ‾   | ‾   | ‾   | ‾   | ‾   | ‾   | ‾   | 小川博 |        |
| 0  | 工正信     | ‾   | ‾   | ‾   | ‾ | *   | ‾ | ‾   | ‾   | ‾   | ‾   | ‾   | ‾   | ‾   | ‾   | ‾   | ‾ | ‾ | ‾   | ‾   | ‾   | ‾   | ‾   | ‾   | ‾   | ‾   | 工正信 |        |
| 0  | 波潟和男   | ‾   | ‾   | ‾   | ‾ | *   | ‾ | ‾   | ‾   | ‾   | ‾   | ‾   | ‾   | ‾   | ‾   | ‾   | ‾ | ‾ | ‾   | ‾   | ‾   | ‾   | ‾   | ‾   | ‾   | ‾   | 波潟和 |        |
| 1  | 三宅勝彦   | ‾   | ‾   | ‾   | ‾ |     | 3 | ‾   | ‾   | ‾   | ‾   | ‾   | ‾   | ‾   | ‾   | ‾   | ‾ | ‾ | ‾   | ‾   | ‾   | ‾   | ‾   | ‾   | ‾   | ‾   | 三宅勝 |        |
| 7  | 鈴木誠     | ‾   | ‾   | ‾   | ‾ |     | 4 | 1   | 7   | 7   | 8   | ‾   | ‾   | 4   | ‾   | ‾   | ‾ | ‾ | ‾   | ‾   | ‾   | 8   | ‾   | ‾   | ‾   | ‾   | 鈴木誠 |        |
| 14 | 神山雄一郎 | ‾   | ‾   | ‾   | ‾ |     | ‾ | 8   | 3   | 5   | 6   | 2   | 2   | 2   | 2   | X   | 5 | 9 | ‾   | ‾   | 9   | 6   | ‾   | ‾   | ‾   | 4   | 神山雄 |        |
| 1  | 坂巻正巳   | ‾   | ‾   | ‾   | ‾ |     | ‾ | 9   | ‾   | ‾   | ‾   | ‾   | ‾   | ‾   | ‾   | ‾   | ‾ | ‾ | ‾   | ‾   | ‾   | ‾   | ‾   | ‾   | ‾   | ‾   | 坂巻正 |        |
| 10 | 小橋正義   | ‾   | ‾   | ‾   | ‾ |     | ‾ | 3   | ‾   | ‾   | 7   | 6   | 1   | 6   | 3   | 3   | ‾ | 8 | 5   | ‾   | 3   | ‾   | ‾   | ‾   | ‾   | ‾   | 小橋正 |        |
| 10 | 吉岡稔真   | ‾   | ‾   | ‾   | ‾ |     | ‾ | ‾   | 1   | 2   | 3   | 1   | 4   | r   | 5   | 6   | ‾ | ‾ | ‾   | 2   | ‾   | ‾   | 9   | ‾   | ‾   | ‾   | 吉岡稔 |        |
| 4  | 高木隆弘   | ‾   | ‾   | ‾   | ‾ |     | ‾ | ‾   | 4   | 3   | ‾   | ‾   | ‾   | ‾   | 7   | ‾   | ‾ | 6 | ‾   | ‾   | ‾   | ‾   | ‾   | ‾   | ‾   | ‾   | 高木隆 |        |
| 1  | 梶應弘樹   | ‾   | ‾   | ‾   | ‾ |     | ‾ | ‾   | 5   | ‾   | ‾   | ‾   | ‾   | ‾   | ‾   | ‾   | ‾ | ‾ | ‾   | ‾   | ‾   | ‾   | ‾   | ‾   | ‾   | ‾   | 梶應弘 |        |
| 8  | 山田裕仁   | ‾   | ‾   | ‾   | ‾ |     | ‾ | ‾   | 9   | ‾   | 5   | ‾   | ‾   | 1   | 4   | ‾   | 4 | 2 | 1   | 1   | ‾   | ‾   | ‾   | ‾   | ‾   | ‾   | 山田裕 |        |
| 5  | 松本整     | ‾   | ‾   | ‾   | ‾ |     | ‾ | ‾   | 8   | 6   | ‾   | 7   | X   | ‾   | ‾   | ‾   | ‾ | ‾ | 9   | ‾   | ‾   | ‾   | ‾   | ‾   | ‾   | ‾   | 松本整 |        |
| 2  | 海田和裕   | ‾   | ‾   | ‾   | ‾ |     | ‾ | ‾   | ‾   | 9   | ‾   | ‾   | r   | ‾   | ‾   | ‾   | ‾ | ‾ | ‾   | ‾   | ‾   | ‾   | ‾   | ‾   | ‾   | ‾   | 海田和 |        |
| 2  | 高橋光宏   | ‾   | ‾   | ‾   | ‾ |     | ‾ | ‾   | ‾   | ‾   | 4   | 4   | ‾   | ‾   | ‾   | ‾   | ‾ | ‾ | ‾   | ‾   | ‾   | ‾   | ‾   | ‾   | ‾   | ‾   | 高橋光 |        |
| 2  | 稲村成浩   | ‾   | ‾   | ‾   | ‾ |     | ‾ | ‾   | ‾   | ‾   | 9   | ‾   | ‾   | ‾   | ‾   | ‾   | ‾ | 3 | ‾   | ‾   | ‾   | ‾   | ‾   | ‾   | ‾   | ‾   | 稲村成 |        |
| 7  | 児玉広志   | ‾   | ‾   | ‾   | ‾ |     | ‾ | ‾   | ‾   | ‾   | ‾   | 5   | r   | 7   | r   | 2   | 1 | 7 | ‾   | ‾   | ‾   | ‾   | ‾   | ‾   | ‾   | ‾   | 児玉広 |        |
| 3  | 三宅伸     | ‾   | ‾   | ‾   | ‾ |     | ‾ | ‾   | ‾   | ‾   | ‾   | 9   | r   | ‾   | ‾   | ‾   | ‾ | ‾ | ‾   | ‾   | ‾   | ‾   | ‾   | ‾   | 9   | ‾   | 三宅伸 |        |
| 1  | 十文字貴信 | ‾   | ‾   | ‾   | ‾ |     | ‾ | ‾   | ‾   | ‾   | ‾   | ‾   | r   | ‾   | ‾   | ‾   | ‾ | ‾ | ‾   | ‾   | ‾   | ‾   | ‾   | ‾   | ‾   | ‾   | 十文字 |        |
| 4  | 後閑信一   | ‾   | ‾   | ‾   | ‾ |     | ‾ | ‾   | ‾   | ‾   | ‾   | ‾   | 3   | X   | ‾   | ‾   | ‾ | ‾ | ‾   | ‾   | ‾   | 2   | 6   | ‾   | ‾   | ‾   | 後閑信 |        |
| 2  | 濱口高彰   | ‾   | ‾   | ‾   | ‾ |     | ‾ | ‾   | ‾   | ‾   | ‾   | ‾   | ‾   | 3   | ‾   | ‾   | ‾ | 4 | ‾   | ‾   | ‾   | ‾   | ‾   | ‾   | ‾   | ‾   | 濱口高 |        |
| 2  | 東出剛     | ‾   | ‾   | ‾   | ‾ |     | ‾ | ‾   | ‾   | ‾   | ‾   | ‾   | ‾   | 5   | ‾   | 4   | ‾ | ‾ | ‾   | ‾   | ‾   | ‾   | ‾   | ‾   | ‾   | ‾   | 東出剛 |        |
| 1  | 加倉正義   | ‾   | ‾   | ‾   | ‾ |     | ‾ | ‾   | ‾   | ‾   | ‾   | ‾   | ‾   | ‾   | 8   | ‾   | ‾ | ‾ | ‾   | ‾   | ‾   | ‾   | ‾   | ‾   | ‾   | ‾   | 加倉正 |        |
| 2  | 山口幸二   | ‾   | ‾   | ‾   | ‾ |     | ‾ | ‾   | ‾   | ‾   | ‾   | ‾   | ‾   | ‾   | 1   | 5   | ‾ | ‾ | ‾   | ‾   | ‾   | ‾   | ‾   | ‾   | ‾   | ‾   | 山口幸 |        |
| 2  | 小倉竜二   | ‾   | ‾   | ‾   | ‾ |     | ‾ | ‾   | ‾   | ‾   | ‾   | ‾   | ‾   | ‾   | ‾   | r   | ‾ | ‾ | ‾   | ‾   | ‾   | ‾   | 5   | ‾   | ‾   | ‾   | 小倉竜 |        |
| 2  | 金古将人   | ‾   | ‾   | ‾   | ‾ |     | ‾ | ‾   | ‾   | ‾   | ‾   | ‾   | ‾   | ‾   | ‾   | 7   | 3 | ‾ | ‾   | ‾   | ‾   | ‾   | ‾   | ‾   | ‾   | ‾   | 金古将 |        |
| 3  | 太田真一   | ‾   | ‾   | ‾   | ‾ |     | ‾ | ‾   | ‾   | ‾   | ‾   | ‾   | ‾   | ‾   | ‾   | 1   | 8 | ‾ | ‾   | 3   | ‾   | ‾   | ‾   | ‾   | ‾   | ‾   | 太田真 |        |
| 5  | 小嶋敬二   | ‾   | ‾   | ‾   | ‾ |     | ‾ | ‾   | ‾   | ‾   | ‾   | ‾   | ‾   | ‾   | ‾   | ‾   | 9 | ‾ | ‾   | 8   | ‾   | 7   | ‾   | 2   | 3   | ‾   | 小嶋敬 |        |
| 4  | 岡部芳幸   | ‾   | ‾   | ‾   | ‾ |     | ‾ | ‾   | ‾   | ‾   | ‾   | ‾   | ‾   | ‾   | ‾   | ‾   | 2 | 5 | ‾   | 6   | 2   | ‾   | ‾   | ‾   | ‾   | ‾   | 岡部芳 |        |
| 2  | 池尻浩一   | ‾   | ‾   | ‾   | ‾ |     | ‾ | ‾   | ‾   | ‾   | ‾   | ‾   | ‾   | ‾   | ‾   | ‾   | 6 | ‾ | 6   | ‾   | ‾   | ‾   | ‾   | ‾   | ‾   | ‾   | 池尻浩 |        |
| 1  | 金子真也   | ‾   | ‾   | ‾   | ‾ |     | ‾ | ‾   | ‾   | ‾   | ‾   | ‾   | ‾   | ‾   | ‾   | ‾   | 7 | ‾ | ‾   | ‾   | ‾   | ‾   | ‾   | ‾   | ‾   | ‾   | 金子真 |        |
| 7  | 伏見俊昭   | ‾   | ‾   | ‾   | ‾ |     | ‾ | ‾   | ‾   | ‾   | ‾   | ‾   | ‾   | ‾   | ‾   | ‾   | ‾ | 1 | ‾   | 7   | 6   | 5   | ‾   | 1   | 7   | 3   | 伏見俊 |        |
| 3  | 村上義弘   | ‾   | ‾   | ‾   | ‾ |     | ‾ | ‾   | ‾   | ‾   | ‾   | ‾   | ‾   | ‾   | ‾   | ‾   | ‾ | ‾ | 3   | 9   | 4   | ‾   | ‾   | ‾   | ‾   | ‾   | 村上義 |        |
| 3  | 小野俊之   | ‾   | ‾   | ‾   | ‾ |     | ‾ | ‾   | ‾   | ‾   | ‾   | ‾   | ‾   | ‾   | ‾   | ‾   | ‾ | ‾ | 4   | 4   | 1   | ‾   | ‾   | ‾   | ‾   | ‾   | 小野俊 |        |
| 1  | 戸邉英雄   | ‾   | ‾   | ‾   | ‾ |     | ‾ | ‾   | ‾   | ‾   | ‾   | ‾   | ‾   | ‾   | ‾   | ‾   | ‾ | ‾ | 7   | ‾   | ‾   | ‾   | ‾   | ‾   | ‾   | ‾   | 戸邉英 |        |
| 1  | 山口富生   | ‾   | ‾   | ‾   | ‾ |     | ‾ | ‾   | ‾   | ‾   | ‾   | ‾   | ‾   | ‾   | ‾   | ‾   | ‾ | ‾ | 2   | ‾   | ‾   | ‾   | ‾   | ‾   | ‾   | ‾   | 山口富 |        |
| 3  | 渡邉晴智   | ‾   | ‾   | ‾   | ‾ |     | ‾ | ‾   | ‾   | ‾   | ‾   | ‾   | ‾   | ‾   | ‾   | ‾   | ‾ | ‾ | 8   | ‾   | ‾   | ‾   | ‾   | 4   | 5   | ‾   | 渡邉晴 |        |
| 4  | 佐藤慎太郎 | ‾   | ‾   | ‾   | ‾ |     | ‾ | ‾   | ‾   | ‾   | ‾   | ‾   | ‾   | ‾   | ‾   | ‾   | ‾ | ‾ | ‾   | 5   | 7   | r   | 3   | ‾   | ‾   | ‾   | 佐藤慎 |        |
| 1  | 齋藤登志信 | ‾   | ‾   | ‾   | ‾ |     | ‾ | ‾   | ‾   | ‾   | ‾   | ‾   | ‾   | ‾   | ‾   | ‾   | ‾ | ‾ | ‾   | ‾   | 5   | ‾   | ‾   | ‾   | ‾   | ‾   | 齋藤登 |        |
| 1  | 内林久徳   | ‾   | ‾   | ‾   | ‾ |     | ‾ | ‾   | ‾   | ‾   | ‾   | ‾   | ‾   | ‾   | ‾   | ‾   | ‾ | ‾ | ‾   | ‾   | 8   | ‾   | ‾   | ‾   | ‾   | ‾   | 内林久 |        |
| 2  | 加藤慎平   | ‾   | ‾   | ‾   | ‾ |     | ‾ | ‾   | ‾   | ‾   | ‾   | ‾   | ‾   | ‾   | ‾   | ‾   | ‾ | ‾ | ‾   | ‾   | ‾   | 1   | ‾   | ‾   | ‾   | 6   | 加藤慎 |        |
| 1  | 村本大輔   | ‾   | ‾   | ‾   | ‾ |     | ‾ | ‾   | ‾   | ‾   | ‾   | ‾   | ‾   | ‾   | ‾   | ‾   | ‾ | ‾ | ‾   | ‾   | ‾   | 4   | ‾   | ‾   | ‾   | ‾   | 村本大 |        |
| 2  | 武田豊樹   | ‾   | ‾   | ‾   | ‾ |     | ‾ | ‾   | ‾   | ‾   | ‾   | ‾   | ‾   | ‾   | ‾   | ‾   | ‾ | ‾ | ‾   | ‾   | ‾   | 3   | ‾   | ‾   | ‾   | 2   | 武田豊 |        |
| 4  | 山崎芳仁   | ‾   | ‾   | ‾   | ‾ |     | ‾ | ‾   | ‾   | ‾   | ‾   | ‾   | ‾   | ‾   | ‾   | ‾   | ‾ | ‾ | ‾   | ‾   | ‾   | ‾   | 7   | 6   | 6   | 5   | 山崎芳 |        |
| 1  | 合志正臣   | ‾   | ‾   | ‾   | ‾ |     | ‾ | ‾   | ‾   | ‾   | ‾   | ‾   | ‾   | ‾   | ‾   | ‾   | ‾ | ‾ | ‾   | ‾   | ‾   | ‾   | 4   | ‾   | ‾   | ‾   | 合志正 |        |
| 2  | 有坂直樹   | ‾   | ‾   | ‾   | ‾ |     | ‾ | ‾   | ‾   | ‾   | ‾   | ‾   | ‾   | ‾   | ‾   | ‾   | ‾ | ‾ | ‾   | ‾   | ‾   | ‾   | 1   | 5   | ‾   | ‾   | 有坂直 |        |
| 2  | 手島慶介   | ‾   | ‾   | ‾   | ‾ |     | ‾ | ‾   | ‾   | ‾   | ‾   | ‾   | ‾   | ‾   | ‾   | ‾   | ‾ | ‾ | ‾   | ‾   | ‾   | ‾   | 2   | 9   | ‾   | ‾   | 手島慶 |        |
| 2  | 井上昌己   | ‾   | ‾   | ‾   | ‾ |     | ‾ | ‾   | ‾   | ‾   | ‾   | ‾   | ‾   | ‾   | ‾   | ‾   | ‾ | ‾ | ‾   | ‾   | ‾   | ‾   | 8   | ‾   | 1   | ‾   | 井上昌 |        |
| 2  | 佐藤友和   | ‾   | ‾   | ‾   | ‾ |     | ‾ | ‾   | ‾   | ‾   | ‾   | ‾   | ‾   | ‾   | ‾   | ‾   | ‾ | ‾ | ‾   | ‾   | ‾   | ‾   | ‾   | 8   | 4   | ‾   | 佐藤友 |        |
| 1  | 飯嶋則之   | ‾   | ‾   | ‾   | ‾ |     | ‾ | ‾   | ‾   | ‾   | ‾   | ‾   | ‾   | ‾   | ‾   | ‾   | ‾ | ‾ | ‾   | ‾   | ‾   | ‾   | ‾   | 3   | ‾   | ‾   | 飯嶋則 |        |
| 1  | 兵藤一也   | ‾   | ‾   | ‾   | ‾ |     | ‾ | ‾   | ‾   | ‾   | ‾   | ‾   | ‾   | ‾   | ‾   | ‾   | ‾ | ‾ | ‾   | ‾   | ‾   | ‾   | ‾   | 7   | ‾   | ‾   | 兵藤一 |        |
| 2  | 平原康多   | ‾   | ‾   | ‾   | ‾ |     | ‾ | ‾   | ‾   | ‾   | ‾   | ‾   | ‾   | ‾   | ‾   | ‾   | ‾ | ‾ | ‾   | ‾   | ‾   | ‾   | ‾   | ‾   | 2   | 9   | 平原康 |        |
| 2  | 永井清史   | ‾   | ‾   | ‾   | ‾ |     | ‾ | ‾   | ‾   | ‾   | ‾   | ‾   | ‾   | ‾   | ‾   | ‾   | ‾ | ‾ | ‾   | ‾   | ‾   | ‾   | ‾   | ‾   | 8   | 7   | 永井清 |        |
| 1  | 石丸寛之   | ‾   | ‾   | ‾   | ‾ |     | ‾ | ‾   | ‾   | ‾   | ‾   | ‾   | ‾   | ‾   | ‾   | ‾   | ‾ | ‾ | ‾   | ‾   | ‾   | ‾   | ‾   | ‾   | ‾   | 8   | 石丸寛 |        |
| 1  | 海老根恵太 | ‾   | ‾   | ‾   | ‾ |     | ‾ | ‾   | ‾   | ‾   | ‾   | ‾   | ‾   | ‾   | ‾   | ‾   | ‾ | ‾ | ‾   | ‾   | ‾   | ‾   | ‾   | ‾   | ‾   | 1   | 海老根 |        |
|    |            | 8 5 | 8 6 | 8 7 | 8 | 8 9 |   | 9 0 | 9 1 | 9 2 | 9 3 | 9 4 | 9 5 | 9 6 | 9 7 | 9 8 | 9 | 0 | 0 1 | 0 2 | 0 3 | 0 4 | 0 5 | 0 6 | 0 7 | 0 8 | 0 9    |        |
|    |            |     |     | H   |   |     |   |     |     | H   |     |     |     |     |     |     |   |   | H   |     | K   |     | H   | K   |     | H   | K      |        |

## 特記事項

### データ
- 第28回（2012年）で村上義弘が4番車で優勝するまでは、4番車、6番車、8番車（いわゆるヨーロッパ）が1回ずつ優勝していた。ちなみにいずれも岐阜所属の選手[注 42] が優勝していた。なお、8番車は2002年4月にユニフォームが現在のピンク色になってからは優勝者は出ていない（最高成績は2着が3回[注 43]）。なお、直近では第35回（2019年、佐藤慎太郎）、第36回（2020年、和田健太郎）、第37回（2021年、古性優作）と3回連続で4番車が優勝した。
- 連続優勝は山田裕仁のみ。第18回（2002年）と第19回（2003年）を連覇[56]。
- 最年少優勝は吉岡稔真で、第8回（1992年）での22歳。一方、最年長優勝は山口幸二で、第27回（2011年）での43歳と5か月[56]。次点の最年長優勝は山口に次ぐ、第35回である佐藤慎太郎で、43歳1か月。
- 第1回（1985年）の開始以来、関東勢の出場がゼロだった年は一度もない[57]。ただし、優勝者は太田真一（埼玉）・武田豊樹（茨城）の2名のみ[注 44]（ともに1回）である。
- 第26回（2010年）での村上博幸（京都）の優勝をもって、全国8地区すべてでGP覇者が誕生した[58]。
- 2023年時点では、GP優勝者は全員、出場6回以内に初優勝を飾っている。また、GP初出場で初優勝を果たしたのは第1回の中野浩一を除くと11名。
- GI（グレード制施行前は特別競輪）優勝より先にGP優勝を果たしたのは、山田裕仁、小野俊之、有坂直樹、和田健太郎の4名。このうち有坂直樹と和田健太郎はGP初出場であった。また、2023年末時点でGIノンタイトルは小野俊之、和田健太郎の2名。
- 神山雄一郎は、11回連続出場[注 45]の最多記録を持つ（1991年の第7回から2001年の第17回まで）[60][注 46]。うち、第11回（1995年）から第14回（1998年）まで4大会連続で2着であった。神山は計16回（2015年現在）で、通算出場回数もトップである[7]。
- 3連単（2001年大会から導入）の最低配当金額は2022年大会の4,760円（1番人気）[61]、最高は2020年大会の221,650円（419番人気）[62]。
- 静岡で開催された第34回・第37回・第40回はいずれも近畿勢が優勝している。

### その他
- 開催時の特別観覧席は、はがき・開催競輪場・インターネットでの抽選などによる発売となる。ただし第21回（2005年、平塚競輪場）と第22回（2006年、京王閣競輪場）のメインスタンド席は先着順にて販売された。
- 現在は1着（優勝）賞金が1億円以上であるため、KEIRINグランプリを優勝することがそのまま当年の年間賞金王へと繋がっている（2000年の第16回以降の賞金王は全て、当年のKEIRINグランプリ優勝者）。
- 例年1月末ごろ、年間の「最優秀選手賞」がJKAから発表されるが、グランプリ覇者以外が選ばれる年もある（GIを複数獲得した選手が優先される場合など）。
- 中止となった第5回（1989年）の出場予定選手のうち、波潟和男・郡山久二・小川博美・工正信の4名は、他年度のGPにも出場する機会が一度もなく現役を引退した。
- 中止となった第5回以外で、GI（グレード制導入前は特別競輪）で優勝しながら同年のグランプリに出場できなかったのは、出口眞浩（第10回。当時の規定により）、松本整（引退のため）の2名（詳細は各人の項目を参照）。出口も他年度のGPにも出場する機会が一度もなく現役を引退した。
- 第2回（1986年）では、前年の第1回で優勝者として贈られた赤のチャンピオンジャージを着て、3番車で中野浩一が出走。そのため、中野だけユニフォームに車番が入っていなかった（ヘルメットカバーには有り）。
- 第14回（1998年）のメンバーは各選手自身によるデザインにより翌年の後半の約半年間[63]、1999年と2000年はコシノジュンコによるデザインで翌年のダービーからの約8-9ヶ月間[64][65]、特注ユニフォームを着用した。
- 第18回の直前に実施したネット投票の結果、「グランプリレーサーオリジナルユニフォーム」のデザインが決定。高田延彦が監修した。翌年1月の競輪祭から約1年間、グランプリメンバーが着用するようになった[66]（KEIRINグランプリ2024からデザイン刷新）。